# Niphona micropuncticollis
Niphona micropuncticollis är en skalbaggsart som beskrevs av Stefan von Breuning och Chûjô 1961. Niphona micropuncticollis ingår i släktet Niphona och familjen långhorningar. Inga underarter finns listade i Catalogue of Life.